# Gérard Pilet
Pour les articles homonymes, voir Pilet.
Gérard Pilet est un joueur français de tennis né le 15 septembre 1933 à Asnières-sur-Seine et mort le 8 mai 2011 dans le 15e arrondissement de Paris.

## Biographie

### Distinctions
- Chevalier de l'ordre national du Mérite.

- Médaille d'Or de la Fédération Française de Tennis

- Médaille d'Or de la Jeunesse et des Sports

### Présidence et honorariat
- Membre d'Honneur du Racing Club de France
- Membre d'Honneur du Comité ITC (International Tennis Club)
- 1997-2008 : Président Club France Coupe Davis (Fondateur)
- 1966 : Capitaine de l'Équipe de France de Coupe Davis en 1966[2].

### Palmarès
- 1959-1963 : n°2 français
- 1962 : champion de France
- 1961 : 1/4 Finale Internationaux de France (Roland Garros)
- 1960 : 1/8 Finale Internationaux de France (Roland Garros)
- 1960 : champion de Russie
- 1959-1962 : joueur de Coupe Davis
- 1959 : vainqueur de la Raquette d'Or Aix en Provence
- 1959 : finaliste de la Coupe du Roi de Suède
- 1951 : champion de Pologne
- 1951 : vainqueur du Critérium
- 1951-1953 : vainqueur de la Coupe de Galéa
- 1949 : champion de France junior
- 1949 : champion de France cadet